# 普隆
普隆（法語：Plomb，法語發音：[plɔ̃] ⓘ）是法国芒什省的一个旧市镇，属于阿夫朗什区。2016年，普隆与邻近的2个市镇合并为新市镇勒帕尔克。

## 地理
普隆（48°43'49"N, 1°18'9"W）面积8.16 平方千米，位于法国诺曼底大区芒什省，该省份为法国西北部沿海省份，西、北、东北三面环大西洋，东起顺时针与卡爾瓦多斯省、奧恩省、马耶讷省和伊勒-维莱讷省接壤。
与普隆接壤的市镇（或旧市镇、城区）包括：圣皮扬斯、布拉费、沙瓦、勒吕奥、蓬村、蒂尔皮耶。
普隆的时区为UTC+01:00、UTC+02:00（夏令时）。

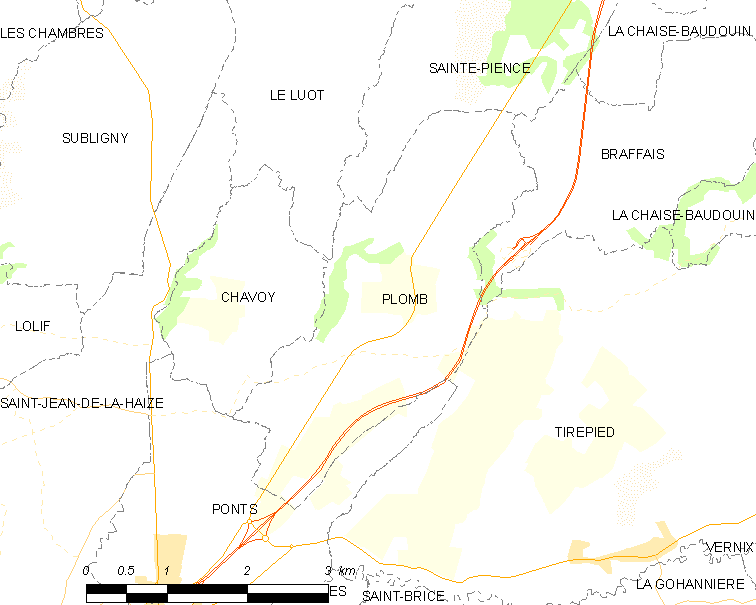
普隆的OSM定位图

## 行政
普隆的邮政编码为50870，INSEE市镇编码为50406。

## 政治
普隆所属的省级选区为阿夫朗什县。

## 人口

1962-2008年间普隆人口变化图示

普隆于2013时的人口数量为394人。